# Wilhelm Focke
Wilhelm Heinrich Focke (* 3. Juli 1878 in Bremen; † 15. Dezember 1974 ebenda) war ein deutscher Maler, Bildhauer, Flugzeugpionier, Erfinder, Poet und Fußballpionier und dabei Mitbegründer des FC Bayern München.

## Biografie
Wilhelm Focke war der erste Sohn des Ratssyndikus und Focke-Museum Gründers Johann Focke und seiner Frau Louise, geb. Stamer (1853–1926, Cousine des Malers Paul Souchay).
Der Maler und Erfinder war lange Zeit in Vergessenheit geraten. Durch einen Zufall ist sein Nachlass in Bremen wiederentdeckt und ausgestellt worden. Er war es, der als einer der ersten deutschen Flugpioniere 1909 auf dem Exerzierplatz Bornstedter Feld in Potsdam mit seinem selbst entworfenen, in den Werkstätten von Edmund Rumpler gebauten Flugzeug, der Ente, erfolgreich in die Luft ging. Zu diesem Zeitpunkt legte sein 18-jähriger Bruder, der später berühmte Flugzeugbauer, Hubschraubererfinder und Gründer der Focke-Wulf Werke Henrich Focke (1890–1979), gerade sein Abitur ab. Focke half seinem Bruder Henrich, die erste Bremer ENTE zu konstruieren, mit der 1910 Flugversuche auf dem Neuenlander Feld in Bremen unternommen wurden, die aber wegen Untermotorisierung scheiterten. 1927 stürzte der Partner von Henrich Focke, Georg Wulf, mit der weiterentwickelten F 19 Ente tödlich ab. Das Flugzeug war bis zur Serienreife entwickelt worden und flog noch bis in den Zweiten Weltkrieg ohne technische Probleme erfolgreich weiter.
Im Ersten Weltkrieg kämpfte Wilhelm Focke erst in der Türkei an den Dardanellen gegen den Landungsversuch der Engländer und wurde nach einer schweren Verletzung dann 1916 als Aufklärer und Rettungsflieger über der Nordsee eingesetzt. In dieser Zeit erfand er ständig neue Flugzeugtypen, besonders Wasserflugzeuge (jeweils in Entwurfszeichnungen und Skizzen belegt) und lernte beim Einsatz auf der Seeflugstation Norderney seinen langjährigen Malerfreund Poppe Folkerts im benachbarten Malerturm kennen.
Wilhelm Focke studierte an verschiedenen Kunstakademien, so an der Kunstakademie Düsseldorf (bei Peter Janssen), der Akademie der Bildenden Künste München (bei Heinrich Marr), der Großherzoglich-Sächsische Kunstschule Weimar (bei Ludwig von Hofmann) und der Universität der Künste Berlin (Meisterklasse von Arthur Kampf) Malerei und Bildhauerei. Er nahm rege an den Künstlerstammtischen in Berlin teil, besonders denen mit seinen Freunden Oskar Kokoschka, Max Slevogt, Hans Thoma und Olaf Gulbransson.

Sein väterlicher Freund Max Liebermann sagte zu Fockes beeindruckenden Pferdebildern: „…nee Focke, det kann ick nich…!“ (authentisches Zitat von Wilhelm Focke). 

Skizze auf Postkarte: Reiter

Seine erste große Ausstellung mit Pferdebildern aus dem Berliner Tiergarten hatte er ca. 1909/10 in einem der Salons der Cassirers durch Vermittlung von Max Liebermann. Es ist noch nicht geklärt, ob im Kunstsalon von Paul Cassirer oder im Verlag und Salon von Bruno Cassirer, der ebenfalls ein Pferdeliebhaber, Besitzer eines Reitstalles und beteiligt an einer Berliner Rennbahn war. Focke nahm auch rege an den Auseinandersetzungen der Berliner Sezession teil. Deutlich ist an seinen Bildern, die zu der Zeit noch stark impressionistische Züge trugen, die Nähe zu den Brücke Malern wie Max Pechstein, Ernst Ludwig Kirchner, Karl Schmidt-Rottluff oder Otto Mueller zu sehen. Auch er nahm Abstand zu der akademischen Malerei und wandte sich der Darstellung des nackten menschlichen Körpers in der freien Natur zu.

Nach dem Krieg unterrichtete er zehn Jahre bis 1929 an der Bremer Kunstgewerbeschule Akt-, Tier- und Landschaftsmalerei. In dieser Zeit konnte er sich wieder seinen vielen Erfindungen zuwenden, wie etwa Strandsegler (von ihm selbst Segelroller genannt) auf seiner bevorzugten ostfriesischen Insel Juist, Eissegler im Umland von Bremen, erste Entwürfe von Doppelrumpfbooten (Katamarane), Gezeiten- und Windkraftwerke. Der Wind war, wie er selbst sagte, sein „Freund“.  

Skizze auf Postkarte: Segelroller auf Juist

Da ihm das Lehramt nicht zusagte und er sich dadurch eingeengt fühlte, arbeitete Wilhelm Focke ab 1930 bis zu seinem Lebensende 1974 als freier und unabhängiger Künstler.
Von den Nationalsozialisten distanzierte er sich und ging in die Innere Emigration, das heißt, er hielt sich viel in der Landschaft auf und ging wenig in die Stadt. Seine Landschafts- und Tierbilder wurden expressiver, er hielt sich viel auf dem mecklenburgischen mütterlichen Gut Mechow auf, wo er als Pferdenarr in der Pferdezucht dieses Gutes mit dem idyllischen See Mechow die ideale Voraussetzung für seine Bilder fand. Doch auch seine naturalistischen Insel- und Seebilder sind Ausdruck seiner Naturverbundenheit. Er hatte einen großen Freundeskreis in Norddeutschland und seine ausdrucksstarken norddeutschen Meeres-, Landschafts-, Akt- und Tierbilder verkauften sich gut.
Dieser Freundeskreis half ihm auch im und nach dem Zweiten Weltkrieg beim Überleben und versorgte ihn mit Nahrung. Er malte ständig, lernte mit 70 Jahren noch Skilaufen und war jeden Winter im Schwarzwald auf Skiern unterwegs und malte die Landschaften des Hochschwarzwaldes. Auch seine vielen Erfindungen wie z. B. den Vorläufer des Katamarans, das Doppelboot, entwickelte er weiter sowie viele seiner anderen Segelgeräte. In dieser späten Zeit seines Schaffens hatte er noch viele Ausstellungen und Ehrungen zu seinen Geburtstagsjubiläen und fand einen ruhigen Tod mit 96 Jahren.

### Engagement im Fußballsport
In Bremen gehörte Focke dem Bremer Sportclub an, ehe er sich nach seinem Umzug nach München dem MTV München von 1879 anschloss. Hier war er einer der Spieler, die sich für den Vereinsaustritt der Fußballer des MTV und damit für die 1900 erfolgte Gründung des FC Bayern München einsetzten. Er gehörte mit Franz John und Paul Francke zu den Gründungsmitgliedern (s. Gründungsurkunde). Nach Gründung des eigenständigen Fußballvereins wurde Focke zum zweiten Mannschaftskapitän bestimmt. 1903 verließ er den Verein, um sein Studium an der Kunstschule Weimar bzw. an der Hochschule für Bildende Künste in Berlin fortzusetzen.

## TV-Dokumentation
- Eike Besuden: Die Focke Brüder. Radio Bremen 2009[3] online